# 九坎二
顯微鏡座η，又名CD-4114379，HD 200702、SAO 230523、HR 8069，是顯微鏡座的一颗恒星，视星等为5.53，位于銀經0.37，銀緯-42.25，其B1900.0坐标为赤經20h 59m 55.2s，赤緯-41° -42.25′ 5″。